# Eunidia vagefasciata
Eunidia vagefasciata là một loài bọ cánh cứng trong họ Cerambycidae.